# 15 Minutes
15 Minutes is een Amerikaanse film uit 2001 geschreven en geregisseerd door John Herzfeld, met Robert De Niro en Edward Burns in de hoofdrollen.

## Verhaal
De Oost-Europese criminelen Emil Slovak en Oleg Razgul leggen de moorden die ze plegen vast op video. Politiedetective Eddie Flemming en brandweeronderzoeker Jordy Warsaw worden belast met de zaak. Flemming wordt gevolgd door een cameraploeg van het televisieprogramma Top Story, gepresenteerd door Robert Hawkins . De criminelen realiseren zich dat ze rijk en beroemd kunnen worden door hun videobeelden aan de media te verkopen.

## Rolverdeling
| Acteur             | Personage       |
| ------------------ | --------------- |
| Robert De Niro     | Eddie Flemming  |
| Edward Burns       | Jordan Warsaw   |
| Kelsey Grammer     | Robert Hawkins  |
| Avery Brooks       | Leon Jackson    |
| Melina Kanakaredes | Nicolette Kar   |
| Karel Roden        | Emil Slovák     |
| Oleg Taktarov      | Oleg Razgul     |
| Vera Farmiga       | Daphne Handlová |
| John DiResta       | Bobby Korfin    |
| James Handy        | Declan Duffy    |
| Darius McCrary     | Tommy Cullen    |
| Bruce Cutler       | Zichzelf        |
| Charlize Theron    | Rose Hearn      |
| Kim Cattrall       | Cassandra       |
| David Alan Grier   | Mugger          |
| Vladimir Mhkov     | Milos Karlov    |
| Irina Ganova       | Tamina Karlova  |
| Noelle Evans       | Honey           |
| Gabriel Cseus      | Unique          |